# 天野景貫
天野景貫（?—?），日本戰國時代至安土桃山時代的武將。天野氏的庶家遠江天野氏當主。父親是天野秀藤。
天野氏是藤原南家工藤氏的一族，在鎌倉時代以後，在遠江國、三河國、安藝國等出現分家。

## 生平
生年不詳。最初從屬於駿河國的今川氏。天文16年（1547年）9月，在三河田原本宿討伐投向織田氏的戶田康光的合戰等立功，得到今川義元下賜感狀，並領有遠江奧山鄉。永祿6年（1563年）12月，因為天野氏宗家的天野景泰、元景父子背叛今川氏，於是繼承天野氏的惣領職。不過在今川氏的勢力衰退後，在永祿12年（1569年）期間，投向勢力漸強的三河國德川氏，協助德川家康侵攻遠江國。
元龜年間（1570年—1573年）以後，在甲斐國的武田氏侵攻遠江國時降伏，作為侵攻徳德川領地的先導役行動。元龜2年（1571年）春，取代力攻三河設樂郡而受菅沼定盈等人抵抗而沒能前進並收兵的秋山虎繁（信友），從遠江國方面參戰。另外，負責攻略長篠城，不過因為守城方決死堅守而無法攻陷。另一方面，成功勸導由山家三方眾為代表的設樂郡小領主們從屬。
元龜4年（1573年），在武田信玄死後，武田氏衰退並受德川家康反撃。雖然奮戰，不過戰敗，並從居城犬居城中退去。在武田氏滅亡後，仕於相模國的後北條氏，與佐竹氏戰鬥。
卒年不詳，在史料中最後得到確認的活動是在天正12年（1584年）4月（『天野文書』）。

## 登場作品
- 『武田信玄』（NHK大河劇，1988年，演員：北村晃一）

## 外部連結
- 武家家伝＿遠江天野氏（页面存档备份，存于）